# Myles Kennedy
Myles Richard Kennedy (ur. jako Myles Richard Bass 27 listopada 1969 w Bostonie) – amerykański muzyk, wokalista i autor tekstów, znany przede wszystkim z występów w zespole Alter Bridge, którego pozostaje członkiem od 2004 roku. Wcześniej występował w zespołach The Mayfield Four, Cosmic Dust i Citizen Swing. Od 2011 roku jest również członkiem zespołu Slash feat. Myles Kennedy & The Conspirators, gdzie pełni rolę wokalisty.
W 2008 roku Kennedy był jednym z domniemanych kandydatów na stanowisko wokalisty w zespole Led Zeppelin. Kennedy zaprzeczył pogłoskom, iż zaśpiewa z Led Zeppelin, jednak nie ukrywał tego że improwizował z instrumentalną częścią tego zespołu. Później manager Jimmy'ego Page'a ogłosił, że Led Zeppelin nie planuje żadnej trasy koncertowej, ani reaktywacji.

## Dyskografia
| Album                                                                 | Rok  | Uwagi                                                     | Źródło |
| --------------------------------------------------------------------- | ---- | --------------------------------------------------------- | ------ |
| Big Wreck – The Pleasure And The Greed                                | 2001 | gościnnie śpiew w utworze "Breakthrough"                  | [ 6 ]  |
| Slash – Slash                                                         | 2010 | gościnnie śpiew w utworach "Back from Cali" i "Starlight" | [ 7 ]  |
| Tommy Bolin & Friends – Great Gypsy Soul                              | 2012 | gościnnie śpiew w utworze "Dreamer"                       | [ 8 ]  |
| Slash featuring Myles Kennedy and The Conspirators – Apocalyptic Love | 2012 | gitara, śpiew                                             | [ 9 ]  |
| Halestorm – The Strange Case Of...                                    | 2013 | gościnnie śpiew w utworze "Here's To Us"                  | [ 10 ] |
| Slash featuring Myles Kennedy and The Conspirators – World on Fire    | 2014 | śpiew                                                     | [ 11 ] |
| Richards/Crane – Richards/Crane                                       | 2015 | gościnnie śpiew w utworze "Black & White"                 | [ 12 ] |
| Lacuna Coil – Delirium                                                | 2016 | gościnnie gitara w utworze "Downfall"                     | [ 13 ] |
| Slash featuring Myles Kennedy and The Conspirators – Living The Dream | 2018 | śpiew                                                     | [ 14 ] |

## Nagrody i wyróżnienia
| Rok  | Kategoria             | Tytułem       | Nagroda               | Nota | Źródło |
| ---- | --------------------- | ------------- | --------------------- | ---- | ------ |
| 2014 | Best Vocalist of 2013 | Myles Kennedy | Loudwire Music Awards | Laur | [ 15 ] |
| 2015 | Best Vocalist of 2014 | Myles Kennedy | Loudwire Music Awards | Laur | [ 16 ] |

## Filmografia
| Tytuł                             | Rok  | Rola        | Uwagi                                       | Źródło |
| --------------------------------- | ---- | ----------- | ------------------------------------------- | ------ |
| Gwiazda rocka                     | 2001 | jako Thor   | film fabularny, reżyseria: Stephen Herek    | [ 17 ] |
| Slash: Raised on the Sunset Strip | 2014 | jako on sam | film dokumentalny, reżyseria: Martyn Atkins | [ 18 ] |